# ジャン＝リュック・マリオン
ジャン＝リュック・マリオン（Jean-Luc Marion, 1946年7月3日 - ）は、フランスの哲学者。ムードン市（オー＝ド＝セーヌ県）生まれ。アカデミー・フランセーズ会員（2008–）。専門は、カトリシズム・ポストモダン・現象学・形而上学・哲学史・神学・存在論・他者論など。

## 略歴
ムードンで初等教育、セーヴルの国際リセで中等教育を受けたのち、（ダニエル・ガロワとジャン・ボーフレが教鞭をとる）リセ・コンドルセのグランゼコール準備過程に入学する。パリ高等師範学校の卒業生である。（1967年から1971年まで在籍。）高等師範学校では、哲学教授資格者で哲学博士のルイ・アルチュセールに学んだ。
その後、ソルボンヌ大学（パリ第4大学）の形而上学講義のポストを前任のエマニュエル・レヴィナスから引き継ぐまでは、まずはポワチエ大学、次いでパリ第10・ナンテール大学で哲学を講じた。また、ケベック・ラヴァル大学（1994–1996）やジョン＝ホプキンス大学（2006/2007/2013）など、多くの機関で招聘教授を務めた。さらに、パリ・カトリック学院のエチエンヌ・ジルソン記念講義（2004–2005）を任され、現在は、リクールの後任としてシカゴ大学で教授を務める。また、フランス国外の多くの大学で名誉教授の称号を受けている。
2008年11月6日には、アカデミー・フランセーズの一員、ルスティジェ枢機卿の後継として選ばれた。マリオンは枢機卿と親密で、2010年の入会演説の際には、枢機卿に賛辞を呈した。2011年12月10日には、ベネディクト16世により、教皇庁文化評議会（ローマ教皇庁の一機関）の一員として指名された。
ヴァンサン・キャローとダン・アルビブが指揮を任されるまでの間、長きにわたって、フランス大学出版局の「エピメテ叢書」を宰領した。

## 研究・思想
マリオンの研究テーマは、大きく3つにわけることができる。
1. デカルト哲学。
2. 現象学。
3. キリスト教神学（およびある種の他者論）。

デカルト研究の分野では、緻密な歴史的考証と大胆な解釈学的作業の両方を併せもつ独自のスタイルで、新たなデカルト像を描写することに成功し、1980年代から90年代ごろまでの研究をリードした。特に、神の無限性をめぐる議論（ならびに「無限なものの観念」をめぐる議論）や、（ハイデガーのテーゼを引き継いだ）「デカルト形而上学の存在-神-論的構成」、また、（「形而上学の破壊」ならぬ、）「形而上学の超出dépassement」など、論争喚起的・刺激的な論点を取り出し、開陳してみせた。その後の中世・近世哲学研究における影響力は大きく、特にフランスでは、V. キャローやD. アルビブなど、マリオンの流れをつぐ一群の研究者を養成した（俗に「マリオン・シューレ」とも呼ばれる）。
現象学分野では、「贈与」や「飽和」といった概念を先鋭化して、独自のスタイルを確立した。しばしば、レヴィナスやミシェル・アンリらとの思想的近縁性が指摘される。とくにフッサールの「所与性」における「与え」の先行性の議論や、デリダとの間で交わされた「贈与」をめぐる論争が有名。
神学分野では、形而上学（あるいは人間的思考）のシステムに取り込まれない仕方で、神の超越性を定義するために、「存在なき神」なる概念を提示する。神はただ「与える」ものであるとした上で、そうした「与え」を「愛amour/charité」と言い換える。この限りで、思惟や存在といった形而上学的原理とはちがった、「愛の秩序」という地平が開かれる。
なお、その他幅広い研究がある。
芸術の哲学の分野では、マーク・ロスコやギュスターヴ・クールベの絵画に特に関心を寄せる一方で、エルジェのために『エルジェ、恐ろしい金の音、あるいは富のアルファベット』という小論を刊行した。
政治的には、カトリック教会と教義の権威への回帰を促進した。その権威によってのみ、信徒の共同体が市民の共同体の基礎をなすことができるだろうと論証し、またその権威によってのみ、正義が保証されるとした。（自身もカトリックの信仰をもち、ジャン＝マリ・ルスティジェ・パリ大司教の密なる協力者であった。）

## 受容
パリ・カトリック学院での教え子、エマニュエル・ファルクによれば、マリオンの最も重要な著作は『与えられることで』（1997）である。彼によれば、同書に比肩するのは、「新たな『純粋理性批判』、そうでないなら、ひっくり返された『純粋理性批判』だ」。
ドミニク・ジャニコーは、マリオンならびに1990年代のフランス現象学者たちを糾弾したが、それは［以上のような思索において］マリオンが、自身の信仰に資するよう哲学的な仕事を利用し、かくして「フランス現象学の神学的転回」に加担した、という廉でのことである。この論争を長引かせるためにジャニコーが見つけ出した標的は、マリオンの人格である。1999年、ジャニコーは『分裂した現象学』を刊行し、特にマリオンについて言及しつつ、自らの立場から調査を続ける。2009年の4月には、ガリマール出版から、『フランス現象学の神学的転回』と『引き裂かれた現象学』とを合冊にして、『揺れ動く現象学』を刊行した。
より一般的には、2009年に哲学者ジャック・ブーヴレスは次のように記した。「フランス哲学では、神学と哲学との間に維持されているきわめて密接なつながりがあり、このつながりは、たとえば、きわめて典型的には、アカデミー・フランセーズ会員となったカトリックの大哲学者、ジャン＝リュック・マリオンのような人々を通じて存続している。」

## 賞与
- 道徳・政治科学アカデミーのシャルル・ランバール賞：『偶像と距離』（1978）
- アカデミー・フランセーズのアンリ・デマレ賞：『存在なき神』（1982）
- アカデミー・フランセーズの哲学大賞：一連の著作（1992）
- ハイデルベルクの大学と都市のカール・ヤスパース賞（2008年6月25日）
- アカデミー・フランセーズ会員・ジャン＝マリ・ルスティジェ枢機卿の席に選出（2008年11月6日）
- ローマ、学徒アカデミー会員に選出（2009年）
- ケルン、フンボルト基金大賞（2014年4月15日）

## 名誉学位
- ユトレヒト大学［オランダ］（2006）
- サン・マルティン国立大学［アルゼンチン］（2009）
- ハヴァフォード単科大学［イギリス］（2010）
- パズマニー・ペーテル　カトリック大学［ハンガリー］（2011）
- グラスゴー大学［スコットランド］（2013）
- ブカレスト大学［ルーマニア］（2013）
- ローマ・ラ・サピエンツァ大学［イタリア］（2013）
- ヤシ大学［ルーマニア］（2013）

## 勲章
- レジオンドヌール勲章シュヴァリエ［i. e. 第5章］
- 教育功労章オフィシエ［i. e. 第4章］
- 大グレゴリウス勲章コマンドゥール

## 公刊著作
- 1970，アラン・ドゥ・ブノワ（共著）『神とともに，それとも神なしで？』（『若手研究者シンポジウム』シリーズ）ボーシェーヌ社．〔Avec Alain de Benoist, Avec ou sans Dieu ?, coll. « Carrefour des jeunes », Beauchesne.〕
- 1975，『デカルトにおける灰色の存在論について：『規則論』におけるデカルト的学知とアリストテレス的知』ヴラン哲学書店．Sur l’ontologie grise de Descartes. Science cartésienne et savoir aristotélicien dans les Regulae, Librairie Philosophique J. Vrin.
- 1977，『偶像と距離：五つの論考』グラッセ社．L’Idole et la distance. Cinq études, Grasset.
- 1981，『デカルト における白い神学について：類比，永遠真理の創造，基礎』フランス大学出版．Sur la théologie blanche de Descartes. Analogie, création des vérités éternelles, fondement, P. U. F.
- 1982，『存在なき神』ファイヤール社．／フランス大学出版，2010．Dieu sans l’être, Fayard/P. U. F.［邦訳：永井晋，中島盛夫訳，法政大学出版，2010．］
- 1986，『デカルト形而上学のプリズムについて：デカルトの存在-神-論の構成と限界』フランス大学出版．Sur le prisme métaphysique de Descartes. Constitution et limites de l’onto-théo-logie cartésienne, P.U.F. ［部分訳（第２章「存在-神-論」）：鈴木泉訳「存在-神-論」『現代デカルト論集　I』勁草書房，1996．］
- 1986，『愛徳のプロレゴメナ』ディフェランス出版．Prolégomènes à la charité, Éditions de la Différence.
- 1989，『還元と贈与：フッサール，ハイデガー現象学論攷』フランス大学出版．Réduction et donation. Recherches sur Husserl, Heidegger et la phénoménologie, P. U. F.　［邦訳：芦田宏直他訳、行路社，1994．］
- 1991，『デカルトの諸問題　I：方法と形而上学』フランス大学出版．Questions cartésiennes I. Méthode et métaphysique, P. U. F.
- 1991，『見えるものの交錯』ディフェランス出版．La Croisée du visible, Éditions de la Différence.
- 1996，『デカルトの諸問題　II：私と神』フランス大学出版．Questions cartésiennes II. L’ego et Dieu, P. U. F.
- 1996/2006，『エルジェ，恐ろしい金の音，あるいは富のアルファベット』アシェット．Hergé. Tintin le terrible ou l'alphabet des richesses, Hachette.
- 1997，『与えられることで：贈与の現象学論考』フランス大学出版．Étant donné. Essai d’une phénoménologie de la donation, P. U. F.
- 2001/2010，『余剰について：飽和した現象についての研究』フランス大学出版．De surcroît. Études sur les phénomènes saturés, P. U. F.
- 2003，『愛の現象学』グラッセ．Le Phénomène érotique, Grasset.
- 2005，『見えるものと啓示されたもの』セール．Le Visible et le révélé, Cerf, 2005.
- 2008，『自己の代わりに：聖アウグスティヌスへのアプローチ』フランス大学出版．Au lieu de soi, l'approche de saint Augustin, PUF.
- 2010，『ネガティヴな確実性』グラッセ＆ファスケル．Certitudes négatives, Grasset & Fasquelle.
- 2010，『見ることを信じること』発話と沈黙コミュニオン．Le croire pour le voir, Communio Parole et silence.
- 2010，『アカデミー・フランセーズ入会演説』グラッセ＆ファスケル．Discours de réception à l’Académie française, Grasset & Fasquelle．
- 2012，『物事の厳格さ：ダン・アルビブとの対話』フラマリオン．La Rigueur des choses, entretiens avec Dan Arbib, Flammarion.
- 2013，『デカルトの受動的な思惟について』フランス大学出版．Sur la pensée passive de Descartes, P. U.F.
- 2014，『クールベ，あるいは「眼」による絵画』フラマリオン．Courbet ou la peinture à l’œil, Flammarion.
- 2014，クリストフ・ペラン編『意志についての講義』ルーヴァン大学出版．Cours sur la volonté, édité par Christophe Perrin, collection Empreintes philosophiques, Presses Universitaires de Louvain.
- 2016，『贈与再考』フランス大学出版．Reprise du donné, P. U. F.
- 2017，『カトリックの時代へ向けた短い弁明』グラッセ．Brève apologie pour un moment catholique, Grasset.

## マリオンについての研究
- 1994，鈴木泉「J. –L. マリオンの思索を巡って（１）」『愛知』神戸大学哲学懇話会，１１号．
- 1996，鈴木泉「解題・解説」『現代デカルト論集　 I』勁草書房．
- 2003，『哲学Philosophie』（特別号）n. 78，ミニュイ社．
- 2008，『今nunc』（特集）n. 16，コールヴール社．
- 2005，イアン・リースク＆オーエン・G・キャシディー編『与えと神：ジャン＝リュック・マリオンの諸問題』フォーダム大学出版．Givenness and God: Questions of Jean-Luc Marion, Ian Leask and Eoin G. Cassidy, eds., Fordham University Press.
- 2005，ロビン・オーナー『ジャン＝リュック・マリオン：神学的イントロダクション』アッシュゲート．Jean-Luc Marion: A Theo-logical Introduction, Robyn Horner, Ashgate.
- 2007，ケヴィン・ハート編『反-経験：ジャン＝リュック・マリオンを読む』ノートルダム大学出版．Counter-Experiences: Reading Jean-Luc Marion, edited by Kevin Hart, University of Notre Dame Press.
- 2007，クリスティナ・M・グシュヴァントナー『ジャン＝リュック・マリオンを読む：形而上学の超出』インディアナ大学出版．Reading Jean-Luc Marion:Exceeding Metaphysics, Christina M. Gschwandtner, Indiana University Press.
- 2008，鈴木泉「形而上学の死と再生」『岩波講座哲学』第２巻，岩波書店．
- 2009，伊原木大祐「マリオンとアンリ，肉への二つのアプローチ」日本ミシェル・アンリ哲学会編『ミシェル・アンリ研究』第9巻，pp. 97–119.
- 2010，シェーン・マッキンレー『超出を解釈する：ジャン＝リュック・マリオン，飽和した現象，そして解釈学』フォーダム大学出版．Interpreting Excess: Jean-Luc Marion, Saturated Phenomena, and Hermeneutics, Fordham University Press.
- 2011，タムシン・ジョーンズ『マリオンの宗教哲学の系譜学：顕現する闇』インディアナ大学出版．A Genealogy of Marion's Philosophy of Religion: Apparent Darkness, Indiana University Press.
- 2011，佐藤国郎『J. L. マリオン論考：学から思惟へ』教友社．
- 2012，シルヴィアン・カミレリ＆アダム・タカクス編『ジャン＝リュック・マリオン：デカルト主義，現象学，神学』カレリーヌ・アーカイヴ．Jean-Luc Marion. Cartésianisme, phénoménologie, théologie, Sylvain Camilleri et Adam Takacs eds. Paris, Archives Karéline.
- 2012，ステファヌ・ヴィノーロ『神は存在をつくるだけ：ジャン＝リュック・マリオンの仕事へのイントロダクション』ジェルミナ社．Dieu n'a que faire de l'être, introduction à l'œuvre de Jean-Luc Marion, Stéphane Vinolo, Paris, édition Germina.
- 2012，佐藤国郎『ジャン＝リュック・マリオンを読む：私という不可解』アルテ．
- 2014，パトリック・チェルッティ『哲学，そして歴史の意味：ジャン＝フランソワ・マルケとジャン＝リュック・マリオンをめぐる研究』ゼータ・ブックス．La Philosophie et le sens de son histoire : études autour de Jean-François Marquet et Jean-Luc Marion, Patrick Cerutti, Zeta Books．
- 2015，フィリップ・コペル＝デュモン監修『ジャン＝リュック・マリオンの哲学：現象学，神学，形而上学』ヘルマン社．Philosophie de Jean-Luc Marion, Phénoménologie, théologie, métaphysique, sous la direction de Philippe Capelle-Dumont, coll. Rue de la Sorbonne, Ed. Hermann.
- 2016，ダン・アルビブ「無限なものと愛徳，あるいはデカルト独自の突破口」，C. Ciocan & A. Vasiliu編『ジャン＝リュック・マリオン読本』セール社．Dan Arbib, L’infini et la chair, ou l’unique percée cartésienne, in C. Ciocan & A. Vasiliu, éd., Lectures de Jean-Luc Marion, Paris, Cerf.
- 2017，パスカル・タベ『ジャン＝リュック・マリオンにおける愛と与え：超出するものの現象学』ラルマッタン．Amour et donation chez Jean-Luc Marion: Une phénoménologie de l'excès, Pascale Tabet, Paris, L'Harmattan.
- 2017，Boniface Nguessan Kouassi, 『ジャン＝リュック・マリオンの現象学』ヨーロッパ大学出版．Boniface Nguessan Kouassi, La phénoménologie de Jean-Luc Marion, Paris, Univ Europ.
- 2017，本郷均「マリオン，ジャン＝リュック」『メルロ=ポンティ哲学者事典　別巻』白水社．
- 2019，ステファヌ・ヴィノーロ『ジャン＝リュック・マリオン，非実在の弁明　第１巻　現象の運命性』ラルマッタン．Jean-Luc Marion, apologie de l'inexistence, Tome 1 - La destinerrance des phénomènes, Stéphane Vinolo, L'Harmattan, Paris.
- 2019，ステファヌ・ヴィノーロ『ジャン＝リュック・マリオン，非実在の弁明　第２巻　ディスクールの現象Une phénoménologie discursive』ラルマッタン．

## 対立する研究
- 1982，ジャン＝マリ・ベサード「神の観念について：把握不可能生，あるいは両立不可能性」&「補遺」『デカルト：順序に導かれて』フランス大学出版，pp. 133–186. Sur l'idée de Dieu: incompréhensibilité ou incompatibilité?, Descartes, au fil de l'ordre, Jean-Marie Beyssade, P. U. F.
- 1991，ドミニク・ジャニコー『フランス現象学の神学的転回』エクラ社．Le Tournant théologique de la phénoménologie française, Éditions de l'Éclat.
- 1998，ドミニク・ジャニコー『引き裂かれた現象学』エクラ社．La Phénoménologie éclatée, Éditions de l'Eclat.
- 2009，マクサンス・カロン『捕らえられた真理』セール社，pp. 347–438． La Vérité captive, Maxence Caron, Cerf.